# 18歲未婚媽媽的秘密
《Little Mom Scandal》（韓語：리틀맘 스캔들），韓國CGV電視台於2008年6月24日起播放的電視連續劇，又譯為《18歲未婚媽媽的秘密》。

## 演員陣容

### 第一季
- 黃正音 飾演 羅慧靜
- 林性彥 飾演 安成淑
- 鄭熙貞 飾演 金孝媛
- 宋仁和 飾演 張善姬
- 許正民 飾演 鄭佑燁
- 金松河 飾演 韓錫鎬
- 鮮于在德 飾演 洪鄭皓
- 鄭漢憲 飾演 慧靜父
- 林藝珍 飾演 慧靜母
- 鄭慶浩 飾演 南宮尚德
- 鄭元種 飾演 鳳社長
- 鄭允善 飾演 徐卿雅
- 宋燦煥 飾演 高太植
- 朴哲浩 飾演 金哲九
- 朴潤裴 飾演 善姬父
- 國正淑 飾演 善姬母

### 第二季
- 黃正音 飾演 羅慧靜
- 林性彥 飾演 安成淑
- 宋仁和 飾演 張善姬
- 李雪兒 飾演 河娜
- 金松河 飾演 韓錫鎬
- 鮮于在德 飾演 洪鄭皓
- 鄭漢憲 飾演 慧靜父
- 林藝珍 飾演 慧靜母
- 鄭元種 飾演 鳳社長
- 鄭允善 飾演 徐卿雅
- 許正民 飾演 鄭佑燁
- 鄭慶浩 飾演 南宮尚德
- 朴哲浩 飾演 金哲九
- 朴潤裴 飾演 善姬父
- 國正淑 飾演 善姬母
- 高康秀 飾演 史完
- 金昌成 飾演 治碩
- 朴志映 飾演 亞拉
- 權彩麟 飾演 珠熙
- 趙承駿 飾演 亨秀
- 林水晶 飾演 丹林

## 外部連結
- 互联网电影数据库（IMDb）上《18歲未婚媽媽的秘密》的资料（英文）

| 香港 Now101台 星期一至五23:35-00:30          | 香港 Now101台 星期一至五23:35-00:30         | 香港 Now101台 星期一至五23:35-00:30 |
| -------------------------------------------- | ------------------------------------------- | ----------------------------------- |
|                                              | 高校媽咪 （2012年1月13日 - 2012年2月3日）   |                                     |
| 烏龍女特務 （2011年12月5日 - 2012年1月12日） | 千日的约定 （2012年2月6日 - 2012年3月16日） |                                     |